# I bagni misteriosi
I bagni misteriosi è un'opera del 1973 di Giorgio de Chirico, inizialmente creata per la fontana nel giardino del Palazzo dell'Arte nel Parco Sempione a Milano ed ora esposta al Museo del 900.

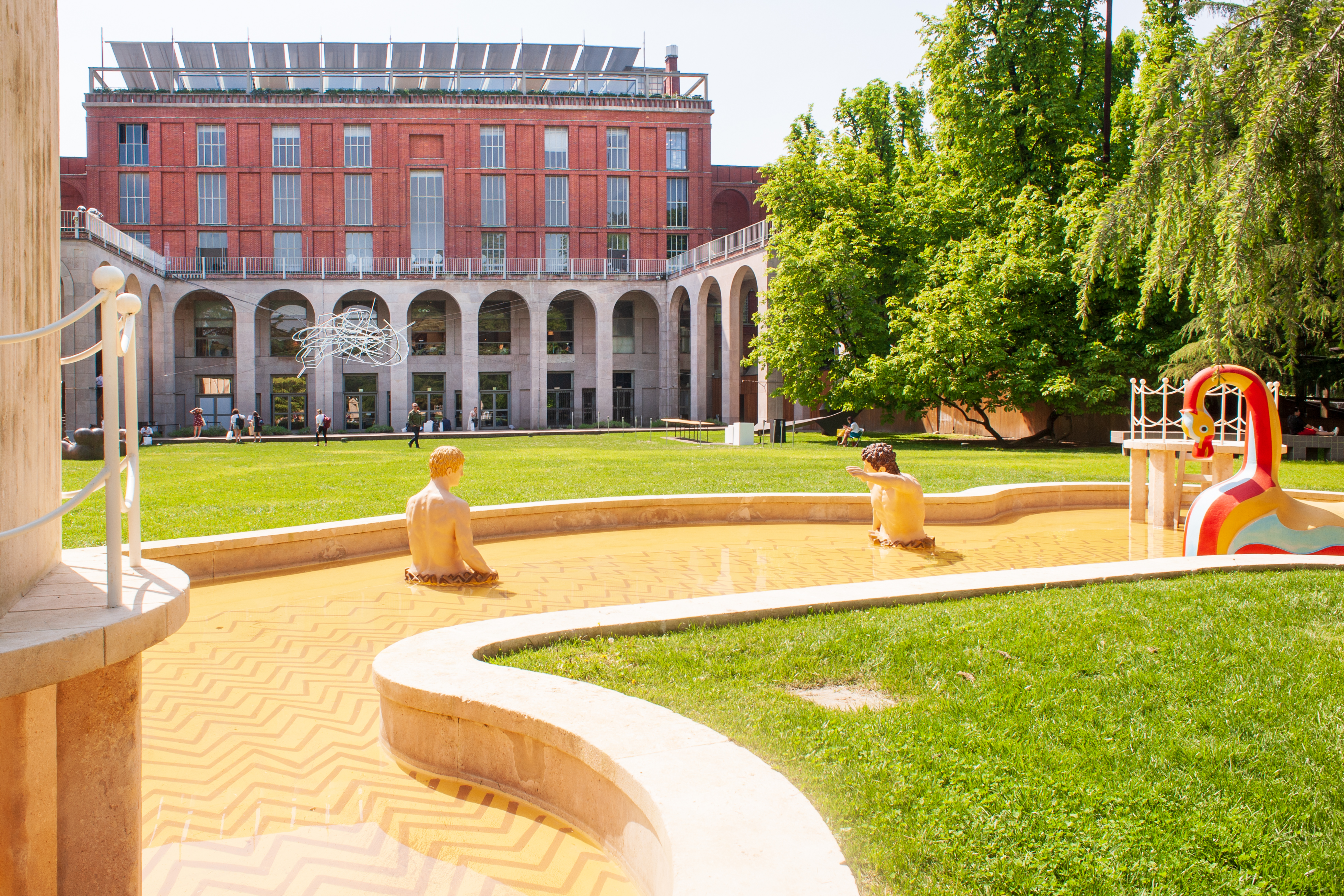
La fontana in una foto del 2018

## Storia

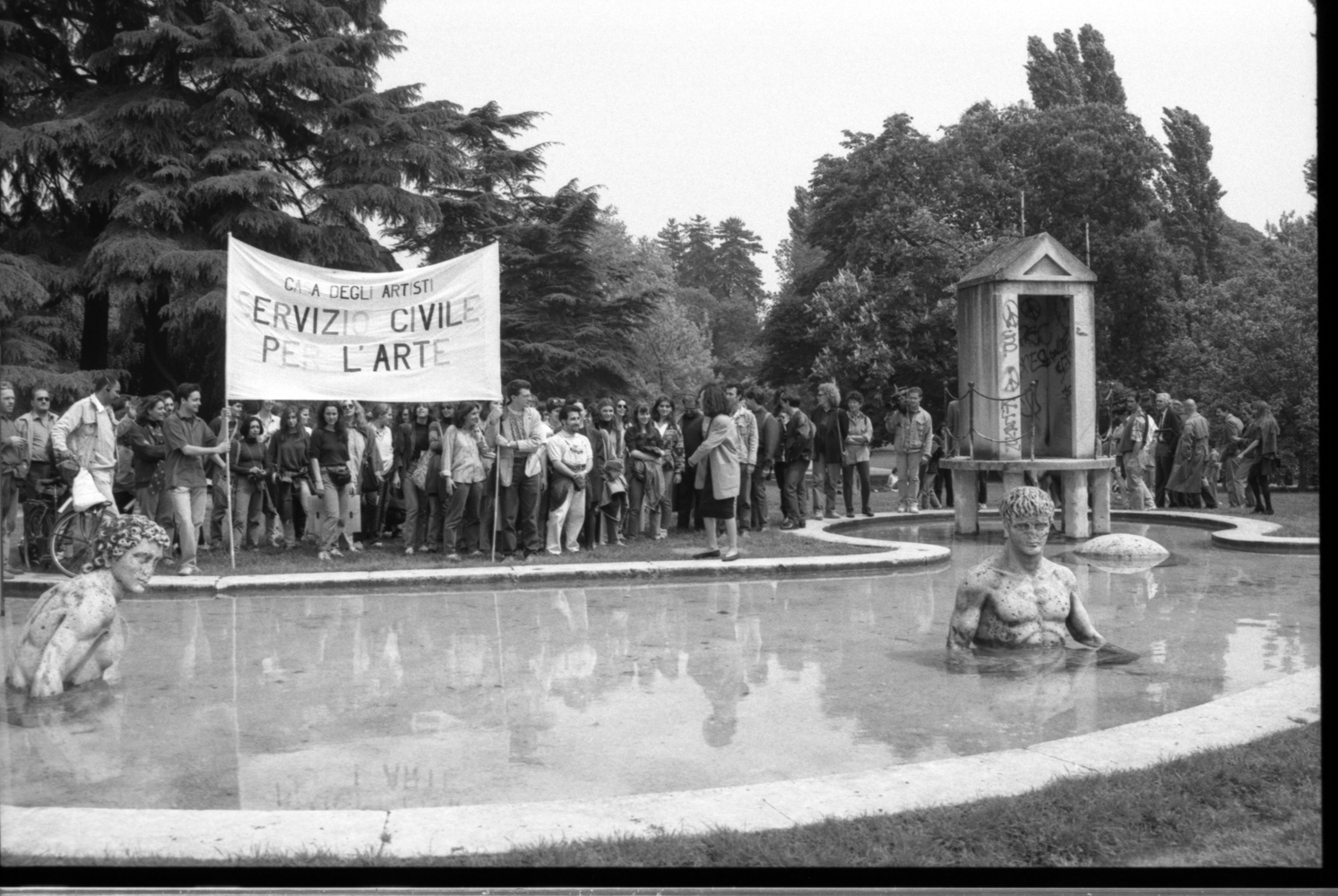
La fontana nel 1994 durante una manifestazione per il restauro, promossa dalla Casa degli artisti

Nel 1973, in occasione della XV Triennale di Milano, e nell'ambito del progetto "Contatto Arte/Città" ideato e coordinato da Giulio Macchi, erano state realizzate dodici opere, da collocare nel parco Sempione, con lo scopo di rendere le opere fruibili dalla cittadinanza (come recitava lo slogan della mostra:Contatto Arte-Città). Le opere dovevano essere realizzate da grandi industrie e dovevano essere collocate in spazi pubblici a Milano, il Comune di Milano avrebbe dovuto acquistarne cinque. La fontana fu realizzata dalla ditta di Chiampo di proprietà del conte Paolo Marzotto, specializzata nella lavorazione del marmo. 
Esposta all'aperto senza adeguate protezioni, l'opera ha subito nel tempo numerosi vandalismi, e negli anni 2001-2009 è stata restaurata. Attualmente all'interno del Museo del Novecento all'Arengario, sono esposte le sculture originali dei bagnanti e del pesce, mentre nella sede originale è stata lasciata una copia..

### Genealogia dell'opera
La prima rappresentazione dei Bagni misteriosi risale al 1934 nella cartella di dieci litografie che de Chirico aveva pubblicato, a corredo di una raccolta di poemetti di Jean Cocteau dal titolo Mythologie. Sullo stesso tema l'artista si era ulteriormente soffermato, infatti l'anno successivo, alla III Quadriennale nazionale d'arte di Roma, aveva esposto sette tele. De Chirico continuerà a proporre i Bagni in svariatissime versioni, anche molto più tardi riprenderà questo tema, che dipingerà e inciderà in nuove litografie in tantissime varianti.
Per comprendere la genesi dei Bagni bisogna risalire alla prima infanzia dell'artista ed alla sua città natale Volos, infatti di fronte alla spiaggia, alla foce del fiume Anavros, c'erano dei lunghi ponti di legno che portavano a delle piattaforme, poste in mezzo al mare, su cui erano collocate delle cabine e delle scalette che scendevano a filo d'acqua.
Secondo qualcuno de Chirico per la composizione dell'opera potrebbe aver tratto ispirazione dal dipinto di Lucas Cranach, La Fontana della giovinezza del 1546, in cui donne vecchie si immergevano da un lato della vasca per uscirne giovani dall'altro.

## Descrizione dell'opera
Si tratta di una vasca di forma sinuosa all'interno della quale emergono due nuotatori, un trampolino, una palla, una cabina, un cigno, un pesce e una fonte. L'opera era stata realizzata in occasione di una mostra ed aveva carattere temporaneo, infatti doveva essere smantellata alla fine dell'evento, ma l'opera rimase al suo posto.

## Tracce e reperti
Il prototipo dei Bagni fu donato da de Chirico all'allora presidente della Triennale Remo Brindisi, e attualmente è conservato presso la Collezione d'Arte Contemporanea Remo Brindisi a Comacchio. Nel prototipo ci sono la Cabina, la Rotonda, il Pesce, il Cigno, la Palla, la Cascata e il Sole con l'Ombra capovolta. Tuttavia la posizione degli elementi non corrisponde a quella definitiva dei Bagni di Milano, né a quella dei bozzetti di Roma.